# Seioptera vibrans
Seioptera vibrans is een vliegensoort uit de familie van de prachtvliegen (Ulidiidae). De wetenschappelijke naam werd gepubliceerd in 1758 door Carl Linnaeus in de tiende editie van Systema naturae.

## Kenmerken
Het 5 tot 6 mm lange lichaam is glanzend zwart tot blauw, de kop heeft een rood voorhoofd (frons) en een gegroefd gezicht. Beide vleugels zijn transparant en getipt met een donkere vlek. De volwassenen vliegen van mei tot september in de buurt van bomen, struiken en heggen. Eenmaal geland wapperen ze voortdurend met hun vleugels. Ze voeden zich met stuifmeel en kleine insecten (bladluizen). De larven leven in strooisel.